# 可不可以不要离开我
《可不可以不要离开我》（英語：Could You Don't Leave Me）是2023年2月14日情人节在中国大陆上映的爱情片，导演王子鸣、萧飞，主演陈乔恩、贾冰、郭涛、卢靖姗、克拉拉。

## 演员
- 陈乔恩 出演 林芳菲，商学院讲师
- 贾冰 出演 夏朝阳，林芳菲的爱人，异地情侣
- 卢靖姗 出演 康倩
- 郭涛 出演 叶华，电台主持人
- 朱鑑然 出演 吴瑞军，小丑演员
- 克拉拉 出演 文咏兰，吴瑞军的妻子
- 盛以婕 出演 班妮，方信力的爱人
- 姜皓文 出演 方信力，创业者
- 吴樾

## 上映和反響
2023年2月14日情人节，该片在中国大陆上映。

### 反響
本片在中國影評網站豆瓣評分為2.5/10分。在第15屆金掃帚獎（2024年）獲得「最令人失望影片」獎項之外，導演蕭飛也獲得「最令人失望導演」獎項、陳喬恩也獲得「最令人失望女演員」獎項。